# تتويج جورج السادس وإليزابيث
توِج جورج السادس وزوجته إليزابيث ملكًا وملكة للمملكة المتحدة ودومينيون الكومنولث البريطاني، وإمبراطورًا وإمبراطورة للهند في دير وستمنستر، لندن، في 12 مايو 1937. اعتلى جورج السادس العرش بعد تنازل شقيقه إدوارد الثامن عن العرش في 11 ديسمبر 1936، قبل ثلاثة أيام من عيد ميلاده الحادي والأربعين. خطط لتتويج إدوارد في 12 مايو، وتقرر الاستمرار في تتويج شقيقه وزوجة أخيه في التاريخ نفسه.
على الرغم من أن الموسيقى تضمنت مجموعة من الأناشيد الجديدة وخضع الحفل لبعض التعديلات لتشمل الدومينيون، ظلت شأنًا محافظًا إلى حد كبير وتبعت عن كثب احتفال تتويج جورج الخامس في عام 1911. بدأ الحفل بمسحة الملك، التي ترمز إلى دخوله الروحي إلى الملكية، ثم تتويجه وتنصيبه، مما يمثل توليه للسلطات والمسؤوليات الزمنية. ثم أشاد أقرانهم بالملك قبل إجراء حفل أقصر وأبسط لتتويج الملكة. كان طول موكب العودة إلى قصر باكنغهام أكثر من ستة أميال (9.7 كم)، مما جعله أطول موكب تتويج حتى ذلك الوقت، واصطفت حشود من الناس في الشوارع لمشاهدتها، وشارك أكثر من 32 ألف جندي، واصطف 20 ألف شرطي على طول الطريق. احتفِل بالتتويج بإصدار الميداليات الرسمية والعملات المعدنية والطوابع، من خلال الاستعراضات العسكرية عبر الإمبراطورية، والعديد من الاحتفالات غير الرسمية، بما في ذلك حفلات الشوارع وإنتاج التذكارات.
صُمم الحدث ليكون مشهدًا عامًا وليس فقط ليكون مسحة مقدسة وتتويجًا رسميًا، وخطط له أيضًا كعرض للإمبراطورية البريطانية. تضمن مايو 1937 برنامجًا للأحداث الملكية استمر ما يقرب من شهر كامل لتخليد الذكرى، والاحتفال بهذه المناسبة. تمهيدًا للتتويج، اجتمع الضيوف من جميع أنحاء الإمبراطورية وحول العالم في قصر باكنغهام وأقيمت حفلات استقبال رسمية للترحيب بهم، وكان من بين الحاضرين الأمراء الهنود، ولأول مرة الملوك الأفارقة الأصليون. بالنسبة للحدث نفسه، شارك رؤساء وزراء كل دومينيون تقريبًا في الموكب إلى الدير، بينما حضر ممثلو كل بلد تقريبًا. شاركت الوحدات من معظم المستعمرات وكل دومينيون في موكب العودة عبر شوارع لندن.
لعبت وسائل الإعلام دورًا مهمًا في بث هذا العرض الخاص بالمباركة والإمبريالية إلى الإمبراطورية. كان التتويج حدثًا مهمًا في تاريخ التلفزيون، حيث كان أول بث خارجي كبير في البلاد، على الرغم من عدم السماح لكاميرات التلفاز بدخول الدير.

## خلفية

### اعتلاء العرش
في يناير 1936 توفي الملك جورج الخامس وخلفه ابنه الأكبر إدوارد الثامن كملك إمبراطور للإمبراطورية البريطانية. لم يكن متزوجًا في ذلك الوقت، لكن الشخصية الاجتماعية الأمريكية، واليس سمبسون، رافقته في العديد من المناسبات الاجتماعية في السنوات التي سبقت عام 1936، وقد كانت واليس متزوجة من المدير التنفيذي للشحن إرنست ألدريتش سمبسون، وكانت مطلقة في الماضي. لم تذكر العلاقة في الصحافة البريطانية، لكنها حظيت باهتمام إعلامي كبير في الولايات المتحدة؛ كان الأمر مثيرًا للجدل بسبب طلاقها، وهو وضع يعتبر متناقضًا مع منصب الملك باعتباره الرئيس الاسمي لكنيسة إنجلترا، التي لم تسمح في ذلك الوقت بالزواج مرة أخرى بعد الطلاق.
في أكتوبر 1936 طلبت سمبسون الطلاق، وأبلغ الملك رئيس الوزراء، ستانلي بلدوين، أنه ينوي الزواج منها. نصح بلدوين والعديد من الإداريين الإمبراطوريين البارزين الملك بأن الرأي العام في الدمينيون كان معاديًا للزواج المقترح، وفي الداخل، واجه الملك أيضًا معارضة من كنيسة إنجلترا ومن الفصائل في البرلمان. تنازل إدوارد عن العرش في ديسمبر 1936 بعد رفضه التخلي عن سمبسون، والتي لم يرحب بها على نطاق واسع بصفتها زوجةً للملك.
خلفه أخوه الأصغر جورج السادس. قبل اعتلائه العرش، عُرف جورج باسم الأمير ألبرت، دوق يورك، واختير اسمه الملكي تكريمًا لوالده الراحل. في عام 1923 تزوج من السيدة إليزابيث باوز ليون، ابنة إيرل ستراثمور وكينغهور.

### مراسم التتويج
على الرغم من أن عهد العاهل البريطاني يبدأ عند خلافة العرش، فإن مراسم التتويج تمثل تنصيبهم الرسمي. في عام 1937 نظمت لجنة التتويج الاحتفال، وهي اللجنة التي أنشأها مجلس الملكة الخاص برئاسة اللورد رئيس المجلس، وهو تعيين سياسي؛ ورأس مكونها المركزي، وهو اللجنة التنفيذية، دوق نورفولك، الذي ورث مكتب إيرل مارشال، الذي يحمل معه، بموجب الاتفاقية، مسؤولية تنظيم وتنسيق حفل التتويج.

## التحضيرات

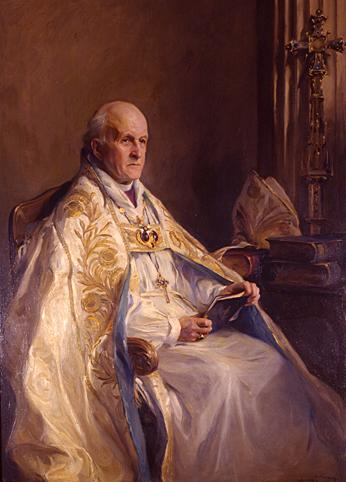
رئيس الأساقفة كوزمو لانغ، في عام 1937 مع تاج التتويج الخاص به، رسم: فيليب دي لازلو

### التخطيط
تأخرت لجنة التتويج عندما اجتمعت لأول مرة في 24 يونيو 1936: التقى رامزي ماكدونالد، رئيس المجلس، دوق نورفولك لمناقشة الإجراءات، ترأس ماكدونالد لجنة التتويج، وترأس الدوق اللجنة التنفيذية. بينما كان إدوارد الثامن بعيدًا، يتجول في ناهلين مع واليس سمبسون، جلس شقيقه ألبرت، دوق يورك (مستقبلًا جورج السادس) مكانه في اللجان. تردد إدوارد الثامن في البداية في حضور التتويج (سأل رئيس أساقفة كانتربيري عما إذا كان يمكن الاستغناء عنه)، لكنه اعترف بأن المراسم الأقصر مقبولة أكثر؛ أدت رغبته في حدث أقل أهمية إلى التخلي المخطط عن الموكب الملكي عبر لندن في اليوم التالي، ومراسم الشكر في كاتدرائية القديس بولس والعشاء مع كبار الشخصيات في لندن.
بعد تنازل إدوارد الثامن عن العرش، واصلت لجنة التتويج التخطيط لحدث جورج السادس بأقل قدر من الاضطراب؛ وفقًا للسير روي سترونج، في الاجتماع التالي بعد التنازل عن العرش «لم يشر مطلقًا إلى تغيير السيادة، حيث يُفترض على الفور تغيير كل شيء ليناسب الملك الجديد». بعد التنازل، على الرغم من ذلك، استعيدت العديد من العناصر التقليدية التي كان إدوارد الثامن أقل اهتمامًا بها، فقد اهتمت الملكة ماري بتصميم الأثاث وأصرت على مظاهر أكثر تقليدية، في الواقع، شابهت الكثير من المراسم والمفروشات إلى حد كبير تلك التي كانت موجودة في تتويج جورج الخامس عام 1911.

### رئيس الأساقفة في مدينة كانتربيري
مع أن اللجنة التنفيذية كان يرأسها رئيس أساقفة كانتربيري، إيرل مارشال، كوزمو لانغ، كان أيضًا قوة دافعة وراء الاستعدادات لتتويج عام 1937؛ والعديد من القرارات المتعلقة بترتيب المراسم اتخِذت من قبله أو معه. كان بحكم منصبه عضوًا في كل من اللجنة التنفيذية ولجنة التتويج، اللتين تعاملتا مع التفاصيل، وعلى هذا النحو، حضر جميع البروفات. مال إلى القيام بدور قيادي في عملية التخطيط، ليصبح وسيطًا رئيسيًا عند ظهور استفسارات، والتعامل مع الأسئلة المتعلقة بكيفية بث وسائط الإعلام للمراسم. تحدث لانغ إلى الأمة من خلال خدمات بي بي سي في الفترة التي تسبق يوم التتويج، لقد رأى في التتويج فرصة للتجديد الروحي للأمة، ونظم حملة تبشيرية إنجيلية سميت التذكير بالدين، والتي أطلقها في 27 ديسمبر 1936 بخطاب على إذاعة بي بي سي. حرص أيضًا على التأكد من أن الملك والملكة يفهمان الفروق الدينية للمراسم، وعقد اجتماعين مع الزوجين مسبقًا.
التقى رئيس الأساقفة بالملك والملكة مساء اليوم السابق لتتويجهما، واستعرض مراسم الاحتفال وشرح أهم الأجزاء. قلق رئيس الأساقفة بشأن تلعثم الملك جورج وناقش الأمر مع اللورد داوسون من بن واللورد ويغرام؛ كان ليونيل لوغ آنذاك معالج النطق للملك وناقش رئيس الأساقفة استبداله، لكنه قرر مراقبة تحسن الملك وظل لوغ معالجه. وبالصدفة، ألقى الملك كلمته دون تلعثم.